# La dona de la bossa de mà
La dona de la bossa de mà (en suec, Kvinnan med handväskan o Tanten med väskan, lit. «La dona de la bossa») és una fotografia realitzada per Hans Runesson a la ciutat sueca de Växjö el 13 d'abril de 1985. Mostra a una dona de 38 anys colpejant un neonazi amb una bossa durant una manifestació de partidaris del Partit del Reich Nòrdic. Va ser publicada l'endemà en el Dagens Nyheter i un dia després en alguns diaris britànics. 
La fotografia de Runesson va ser nomenada Fotografia Sueca de l'Any (Årets bild) el 1985 i posteriorment la Fotografia del Segle per la revista Vi i la Societat Fotogràfica Històrica de Suècia.

## Els protagonistes
La dona de la fotografia és Danuta Danielsson (1947–1988), d'origen polonès. La seva mare havia estat internada en un camp de concentració alemany durant la segona guerra mundial. El clam suscitat per la fotografia, sumat a l'ànsia i a la depressió que sofria Danielsson va provocar que s'aïllés a la seva casa i acabés suïcidant-se el 1988.
El neonazi copejat és Seppo Seluska, militant del Partit del Reich Nòrdic. Aquest mateix any, va ser condemnat per torturar i assassinar un jueu homosexual.

## Homenatges

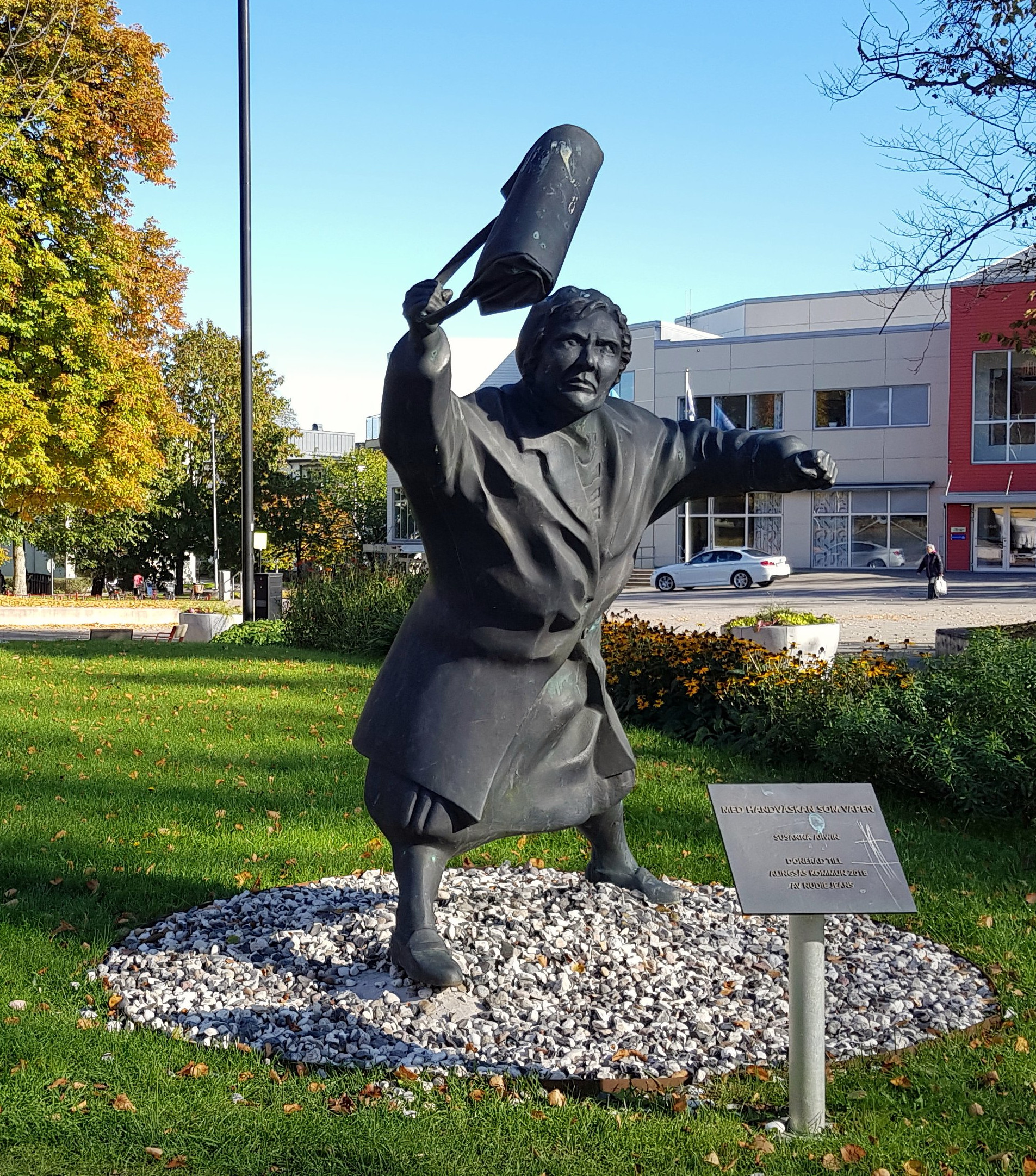
Alingsås

En 2014, l'escultora sueca Susanna Arwin va tallar una estàtua en miniatura de Danielsson basada en la fotografia. Va sorgir una proposta d'erigir una versió a grandària real de l'estàtua d'Arwin a la ciutat de Växjö, però el projecte va ser bloquejat per polítics locals del Partit del Centre, que consideraven que una estàtua així podria promoure la violència.
No obstant això, a l'abril de 2019, es va inaugurar finalment l'estàtua dedicada a la senyora Danielsson arran de les manifestacions populars a favor de la mateixa.